# Eudistoma roseum
Eudistoma roseum is een zakpijpensoort uit de familie van de Polycitoridae. De wetenschappelijke naam van de soort is voor het eerst geldig gepubliceerd in 1993 door Vazquez & Ramos-Espla.